# Zdenek Plachý
Zdenek Plachý (9. prosince 1961 Kroměříž – 17. dubna 2018 Brno) byl český hudební skladatel a divadelní a televizní režisér, vedoucí brněnského centra současného umění Skleněná louka. V letech 2007–2012 působil jako umělecký šéf činohry Národního divadla Brno.

## Život
Kroměřížský rodák Zdenek Plachý po maturitě na gymnáziu v Kroměříži v roce 1980 nedostudoval na brněnské pedagogické fakultě obor Hudba a Jazyk český. Již během studií na této vysoké škole začal komponovat. Po nedokončení pedagogické fakulty studoval pět let hudební kompozici na Janáčkově akademii múzických umění, kterou také nedokončil.

### 80. léta 20. století
S hudebním skladatelem Ivo Medkem společně založil v polovině 80. let 20. stol. orchestr pro soudobou vážnou hudbu Art Inkognito, který hrál skladby západních a československých – komunistickému režimu nepohodlných – autorů.
Od roku 1987 působil také jako spoluautor a hráč rockové skupiny Dunaj (album Rosol).

### 90. léta 20. století
Vytvořil řadu scénických hudeb pro režiséry Vladimíra Morávka a Jana Antonína Pitínského. Od počátku 90. let 20. stol. věnoval svůj tvůrčí zájem stále více režii. Režíroval své vlastní divadelní, televizní a rozhlasové projekty. V roce 1992 inscenoval v Kabinetu múz vlastní operu Anbetung – opera z viacerých svetov.

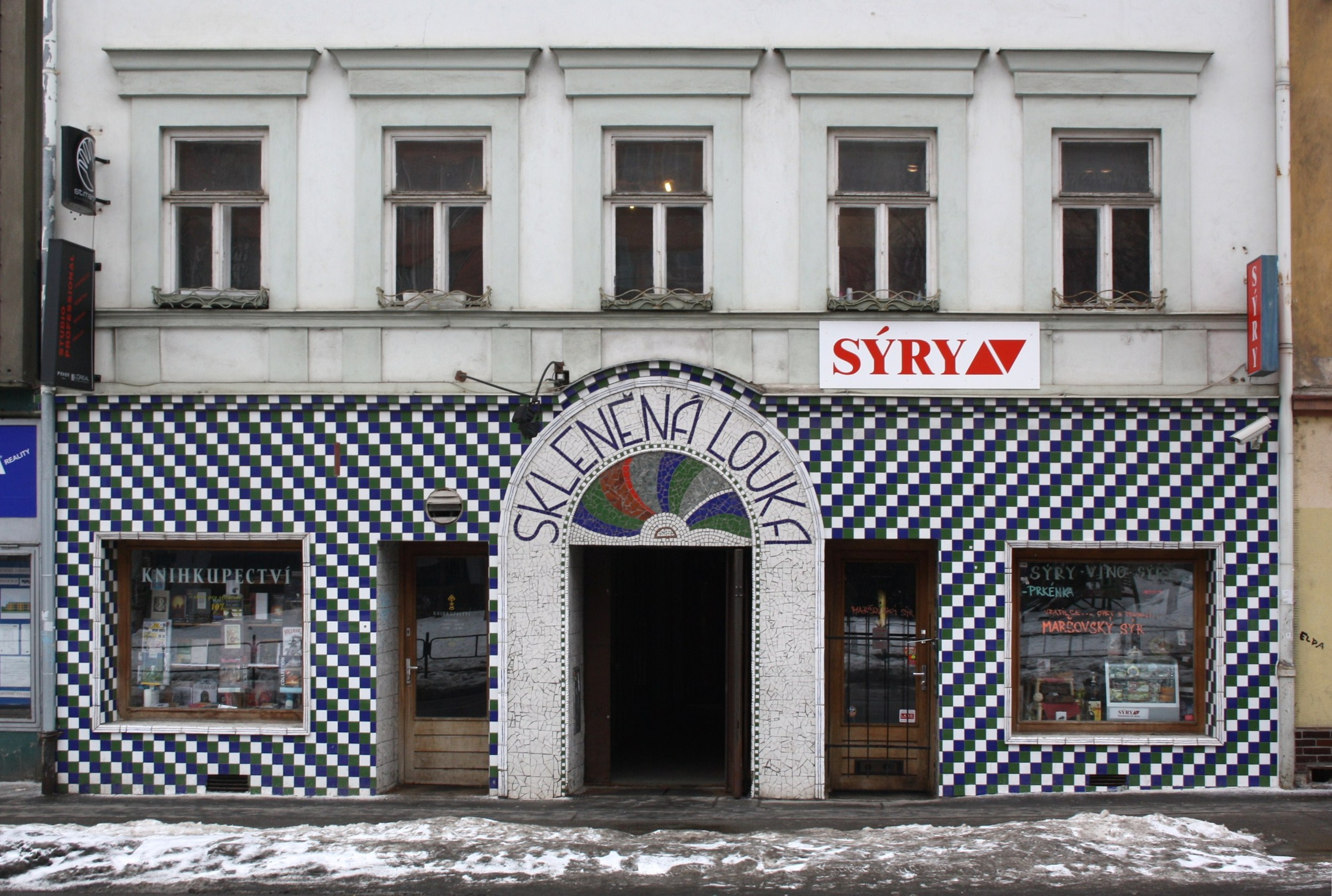
Dům Skleněná louka v centru Brna

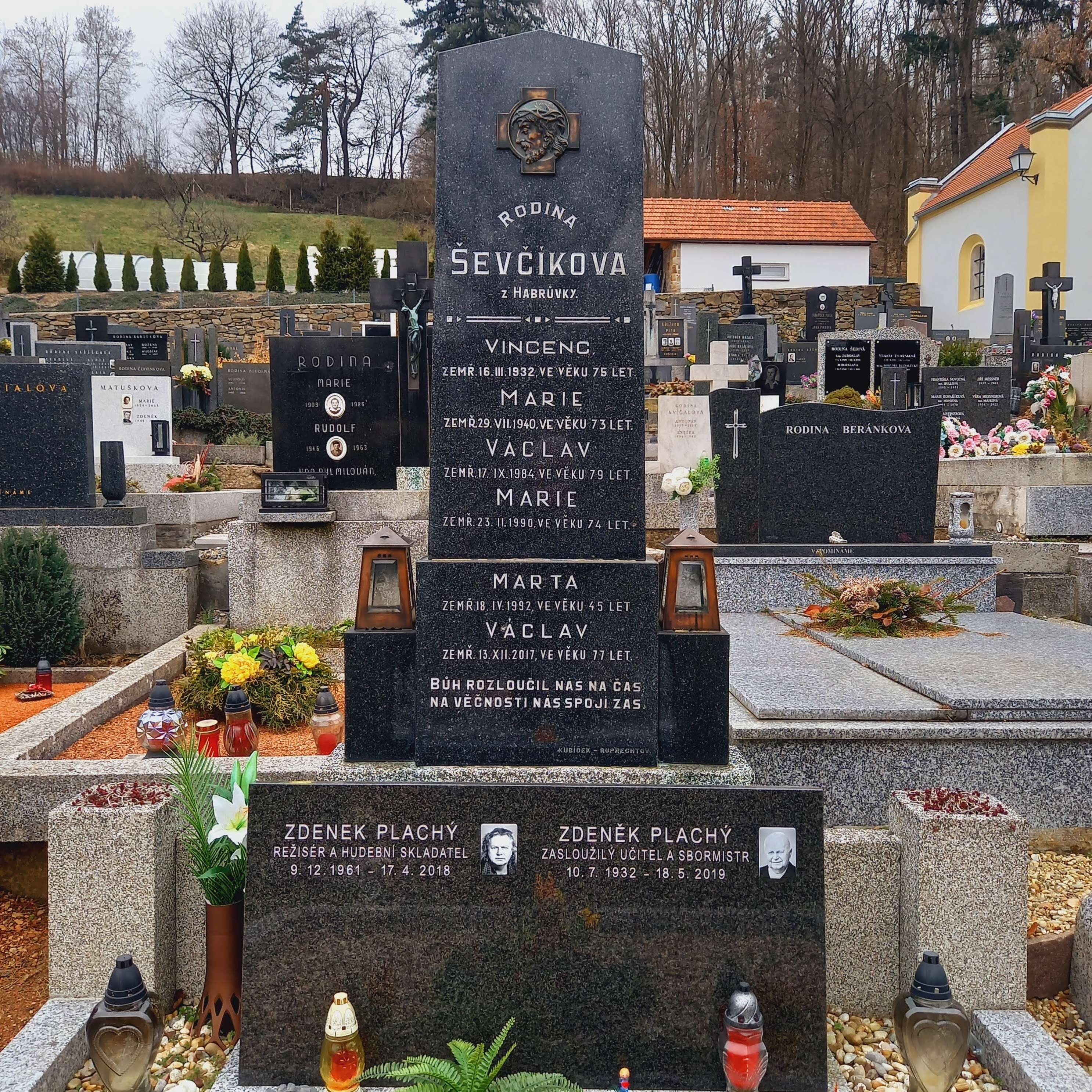
Křtiny hrob na místním hřbitově

V polovině 90. let 20. stol. založil v Brně centrum současného umění Skleněná louka, které se stalo významným místem setkávání příznivců netradiční kultury a kde každoročně vystupují desítky špičkových domácích i zahraničních umělců soudobé vážné hudby a performance. Intenzivně spolupracoval s výtvarníkem Josefem Daňkem. Jejich společným dílem byly v této době velké plenérové projekty „Přespolní mše – pro tři vesnice zároveň – na polích Moravského krasu kolem jeho rodné vesnice Habrůvka“; dále ve křtinském kamenolomu monumentální akce „Stmívání v lomu“, na níž spolupracoval s bubeníkem Pavlem Fajtem a výtvarníkem Daliborem Chatrným.
S výtvarníkem a performerem Josefem Daňkem pak vytvářel i další velké akce, jednou z nichž byla např. procesní performance „Od GM do MG“ (tj. „od Galerie mladých do Moravské galerie“) v ulicích města Brna a za použití amplionů městského rozhlasu. Akce vyvolala v ulicích města skandál, informoval o ní i Český rozhlas.
Další důležitou akcí z poloviny 90. let byla společně s Josefem Daňkem vytvořená performance pro divadlo Husa na provázku „Těžké doby bez taktu“, kde Plachý poprvé prezentoval svou absolventskou hudební kompozici z JAMU „Dialog s hudební mládeží“ – skladbu, která nemohla být provedena v 80. letech, protože sestávala z 50 stran pěticípé hvězdy v partituře, která graficky omezovala možnosti hraní orchestru. Na provázku skladbu provedla Vojenská posádková hudba Brno.
V této době také Plachý spolu s výtvarníkem a performerem Blahoslavem Rozbořilem a se Skupinou Morodochium založil kapelu Příliš kluzká glissanda, která vystupovala na prestižních festivalech současného umění po celé Evropě.
Na Skleněné louce Plachý v 90. letech prezentoval a režíroval poezii Jiřího Kuběny, Jiřího Veselského a dalších básníků. Skleněná louka je stále v provozu a Plachý v jejích prostorách průběžně zve k dialogům významné osobnosti kulturního a veřejného života. Vystupovali zde např. Čestmír Kopecký a Cyril Höschl. Poezii Jiřího Kuběny inscenoval v rámci Wiener Festwochen ve vídeňském divadle Brett, v pražském Divadle Na zábradlí a v brněnském Divadle Husa na provázku v inscenaci Box Jiřího Kuběny. Jeho dalším oblíbencem je luhačovický básník Jiří Dynka, s jehož tvorbou ho seznámil J. A. Pitinský. Vedle divadelních inscenací vznikla i Plachého televizní inscenace Dynkových veršů.
V roce 1997 natočil Plachý pro Českou televizi dokument Stará a Nová říše na Moravě, který je věnován životním osudům a dílu mimořádné osobnosti české kultury dvacátého století, básníku, mysliteli a pilnému knižnímu vydavateli Josefu Florianovi. V dokumentu výrazně vystupuje básník Jiří Kuběna.
Ve společné dílně Plachého a režiséra a scenáristy Jiřího Šimáčka vznikla ve druhé polovině 90. let řada dokumentů a paradokumentů pro Českou televizi, např. Brněnští Euroindiáni nebo akční dokumentární thriller Umělci pro NATO, na němž Plachý spolupracoval s Marianem Pallou a s dalším výtvarníkem Jiřím Surůvkou.
Se Šimáčkem natočil Plachý rovněž „investigativní paradokument“ Střežený Parnass. Tento projekt dal jméno autorskému sdružení, které se zabývá tvorbou divadelních her a nekonvenčních multimediálních projektů. Střežený Parnass se zakrátko stal výrazným specifickým fenoménem českého kulturního života.
V rámci programu EU-PHARE zorganizoval Plachý v roce 1999 velký projekt znovunavázání zpřetrhané kulturní spolupráce mezi Brnem a Vídní.

### Po roce 2000
V roce 2000 režíroval Plachý v trnavském Divadle Jana Palárika slovenskou národní operetu Bellarosa skladatele Mikuláše Schneidera-Trnavského, v roce 2002 pak v královéhradeckém Klicperově divadle svou a Šimáčkovu hru Nepohodlný indián. Nepohodlného Indiána pak nastudoval v roce 2004 i v Národním divadle moravskoslezském.
Na scéně pražského Stavovského divadla realizoval Plachý projekt Árie k nezaplacení, který vytvořil s Jiřím Šimáčkem a s německými umělci Hansem W. Kochem ad. za podpory Česko-německého fondu budoucnosti.
V roce 2003 režíroval Plachý v plzeňském Divadle J. K. Tyla operu Giuseppe Verdiho Síla osudu a v témže roce vstoupil poprvé na jeviště Mahenovy činohry svou a Šimáčkovou inscenací hry Michaila Bulgakova Molière s podtitulem Nesmírně romantické drama podle Střeženého Parnassu. Inscenace vzbudila značný ohlas.
V roce 2004 natočil Plachý řadu pořadů pro Českou televizi, např. dokument o vrcholovém sportu Branky, body, paradoxy.
V roce 2003 uvedl v pražském Divadle Komedie hru Střeženého Parnassu Ukřižovaná.

### Rok 2006
Významné místo zaujímá v dosavadní umělecké biografii Zdenka Plachého rok 2006. V pražském Divadle Komedie tehdy režíroval inscenace Střeženého Parnasu Setkání Mudrců a Oliver Twist – sociální bondage drama. V historické budově Národního divadla v Praze se konalo představení projektu autorského tria Petr Kofroň (hudba), Zdenek Plachý a Jiří Šimáček (text) Fantom, čili Krvavá opera, které vzbudilo pohoršení u konzervativní části české operní kritiky. Mezitím Plachý dále realizoval významné projekty na Skleněné louce, např. interpretoval grafické partitury brněnského konceptuálního umělce Miloslava Sonny Halase. V dubnu 2006 realizovala tatáž autorská trojice na nové hudební scéně Městského divadla Brno titul napsaný „naproti motivům“ Wolfganga Amadea Mozarta a Emanuela Schikanedera Magická flétna. Inscenace se stala nejvýznamnějším a nejpozoruhodnějším uměleckým činem v Brně v rámci připomenutí dvoustého výročí Mozartova narození. Představení obdrželo Cenu Alfréda Radoka. Po této inscenaci uvedl Plachý v netradičních podjevištních prostorách divadla Husa na Provázku svou a Šimáčkovu hru Všechny Shakespearovy ženy, v níž se představil v hlavní roli Plachého blízký spolupracovník herec Martin Dohnal. Na podzim téhož roku na činoherní scéně Městského divadla Brno uvedl Plachý svou a Šimáčkovu hru Deník krále.
Pro Českou televizi natočil dokumentární film Pokusná zvířata, za který přebral na Academia Filmu v Olomouci z rukou Ivana Havla prestižní cenu za nejlepší přírodovědný dokument roku. Ve filmu vystupují pozoruhodně filosof Miroslav Petříček a Václav Bělohradský.

### Šéfem činohry NDB v letech 2007–2012
V říjnu roku 2007 jmenoval ředitel Národního divadla Brno Daniel Dvořák Zdenka Plachého ve výběrovém řízení do funkce uměleckého šéfa činoherního souboru tohoto divadla. V předvánočním čase Plachý spolu s Dvořákem uvedli na scéně Mahenova divadla multižánrovou hudebně-dramatickou kompozici Česká mše vánoční s texty Bohuslava Reynka a Jana Zahradníčka, která se setkala s mimořádným diváckým ohlasem a každoročně byla v řadě představení před Vánocemi úspěšně reprízována.
Vřelé přijetí diváky i kritikou zaznamenala Plachého první inscenace ve funkci šéfa činohry – Šimáčkova parnassistická adaptace Dumasovy Královny Margot.
Trio Kofroň–Plachý–Šimáček se opět sešlo při vzniku operní inscenace MAI 68. Opera věnovaná reflexi událostí roku 1968 jak z hlediska českých událostí, tak v kontextu tehdejšího evropského politického dění, byla uvedena jak na pražské scéně Národního divadla ve Stavovském divadle, tak i v Národním divadle Brno v Mahenově divadle. Představení opět vzbudila rozruch a také nesouhlas tradicionalisticky zaměřené části české divadelní kritiky.
Velkou pozornost získala Plachého inscenace Shakespearova Antonia a Kleopatry. Velkému zájmu se těšilo též Plachého představení Krále Richarda III. Tato inscenace, stejně jako výkon Petra Halberstadta v titulní roli, byly některými kritiky nominovány na „výkony roku 2010“.
V roce 2010 připravil Zdenek Plachý režijně pro Národní divadlo Brno inscenační projekt Con Amore, v němž jsou dnešní optikou nahlíženy a spolu propojeny příběhy tří klasických oper – Toscy, Tristana a Isoldy a Evžena Oněgina. Na scénáři se vedle Šimáčka tentokrát podílel i Stanislav Moša a Zdeněk Merta. V lednu 2010 se uskutečnila premiéra inscenace Zaslíbení autorů Lenky Plaché a Marka Hladkého. Zcela v duchu předchozích projektů je v ní intimní příběh vztahu krasobruslařské hvězdy Hany Maškové a populárního textaře Jiřího Štaidla zasazen do širších souvislostí spjatých s dobou děje.
V roce 2012 odešel Zdenek Plachý z pozice šéfa činohry Národního divadla Brno. Důvodem bylo jeho zdraví, jakož i neshody ve vedení divadla a skutečnost, že začal se skupinou umělců pro Českou televizi připravovat náročný cyklus o křesťanství v disentu za komunistické totality Zakázaný Bůh.

### Současnost
Na rok 2018 byla naplánována premiéra opery Macocha, k jejímuž vytvoření byli Plachý a Šimáček (Střežený Parnass) vyzváni ředitelem opery Národního divadla v Praze Petrem Kofroněm. Děj vychází ze skutečných osudů studenta a mladého disidenta Pavla Švandy, synovce kardinála Tomáše Špidlíka, jenž byl v roce 1981 nalezen za záhadných okolností mrtev na dně propasti Macocha a podle posledního vyšetřování se zdá, že byl zavražděn tehdejšími normalizačními bezpečnostními jednotkami. O této kauze uspořádal Plachý v říjnu 2017 pořad na Skleněné louce.
Po celou dobu Zdenek Plachý komponoval vážnou hudbu, mnoho z jeho hudebních realizací je možno si poslechnout i v internetové službě Youtube.